# バックストリート・ボーイズ (アルバム)
『バックストリート・ボーイズ』 (Backstreet Boys) は、ポップグループ、バックストリート・ボーイズによるデビューアルバムである。このアルバムは、ヨーロッパ、アジア、カナダ及びその他数カ国の市場でリリースされた。アルバムは成功し、史上最も売れたデビューアルバムの1つとなり、バンドの最も印象的なシングルもいくつか含まれている。これらの全シングルは、本作からの曲を編集した、1997年のアメリカでのデビューアルバムや、バンドの2番目のアルバム『バックストリーツ・バック』で後にリリースされた。ディスクのリリース日は、出典により1995年と1996年と異なっている。この1つは、異なる市場でリリースされたバージョンであると思われる。ドイツ、スイス、オーストリアを含むヨーロッパ諸国のチャートでは、リリースが1996年5月6日となっており、様々なヨーロッパのチャートで、2週間登場した。

## 収録曲
1. ゴーイン・オン (We've Got It Goin' On) - 3:41
作詞・作曲: Denniz PoP, Max Martin, Herbie Crichlow、プロデュース: Denniz PoP, Martin
2. エニホエア・フォー・ユー (Anywhere for You) - 4:42
作詞・作曲: Gary Baker, Wayne Perry、プロデュース: Veit Renn
3. ゲット・ダウン (Get Down) - 3:52
作詞・作曲: Bülent Aris, Toni Cottura、プロデュース: Aris, Cottura
4. 届かぬ想い (I'll Never Break Your Heart) - 4:48
作詞・作曲: Albert Manno, Eugene Wilde、プロデュース: Timmy Allen, Renn
5. クイット・プレイング・ゲームズ (Quit Playing Games) - 3:53
作詞・作曲: Martin, Crichlow、プロデュース: Martin, Kristian Lundin
6. ボーイズ・ウィル・ビー・ボーイズ (Boys Will Be Boys) - 4:05
作詞・作曲: Jolyon Skinner, Renn、プロデュース: Renn, Mr. Lee[a]
7. クロース・トゥ・ユー (Just to Be Close to You) - 4:49
作詞・作曲: Tim Grant, Michael Gray、プロデュース: Allen, Mookie[b]
8. アイ・ウォナ・ビー・ウィズ・ユー (I Wanna Be with You) - 4:05
作詞・作曲: Denniz PoP, Martin、プロデュース: Denniz PoP, Martin
9. クローズ・マイ・アイズ (Every Time I Close My Eyes) - 3:55
作詞・作曲: Eric Foster White、プロデュース: Allen, Kay Fingers
10. ダーリン (Darlin') - 5:32
作詞・作曲: Allen, Nneka Morton、プロデュース: Allen
11. レッツ・ハヴ・ア・パーティー (Let's Have a Party) - 3.50
作詞・作曲: Mookie, Dave McPherson, Jeff Sledge, Kenyatta Galbreth, C.J. Trevett, Kenneth Gamble, Leon Huff、プロデュース: Mookie, Allen[b]
12. ロール・ウィズ・イット (Roll With It) - 4:41
作詞・作曲: Skinner, Renn、プロデュース: Renn, Mr. Lee[a], Mad Mike[a]
13. ノーバディ・バット・ユー (Nobody but You) - 3:03
作詞・作曲: Denniz PoP, Martin, Crichlow、プロデュース: Denniz PoP, Martin
14. レイ・ダウン・ビサイド・ミー (Lay Down Beside Me) - 5:26
作詞・作曲: Renn, Skinner
15. ギヴ・ミー・ユア・ハート (Give Me Your Heart) - 5:08
作詞・作曲: Larry Campbell

備考
- ^[a] リミックス&アディショナル・プロダクション
- ^[b] コプロダクション

## リリース
| 国         | 年月日       |
| ---------- | ------------ |
| ヨーロッパ | 1996年5月6日 |
| カナダ     | 1996年9月2日 |

## チャートと認定

### チャート
| チャート (1996年)                        | 最高 順位 |
| ---------------------------------------- | --------- |
| オーストラリアアルバムチャート           | 6         |
| オーストリアアルバムチャート             | 1         |
| ベルギー (フランデレン) アルバムチャート | 6         |
| ベルギー (ワロン) アルバムチャート       | 8         |
| カナダRPMアルバムチャート                | 1         |
| デンマークアルバムチャート               | 4         |
| オランダアルバムチャート                 | 7         |
| ヨーロッパアルバムチャート               | 7         |
| フィンランドアルバムチャート             | 5         |
| ドイツアルバムチャート                   | 1         |
| ハンガリーアルバムチャート               | 1         |
| イタリアアルバムチャート                 | 10        |
| 日本アルバムチャート                     | 54        |
| マレーシアアルバムチャート               | 1         |
| ニュージーランドアルバムチャート         | 15        |
| ノルウェーアルバムチャート               | 19        |
| ポルトガルアルバムチャート               | 2         |
| スペインアルバムチャート                 | 2         |
| スウェーデンアルバムチャート             | 7         |
| スイスアルバムチャート                   | 1         |
| 全英アルバムチャート                     | 12        |

### 認定
| 国             | 授与者 | 資格        | 売り上げ   |
| -------------- | ------ | ----------- | ---------- |
| アルゼンチン   | CAPIF  | 3× Platinum | 180,000+   |
| オーストラリア | ARIA   | Platinum    | 70,000+    |
| オーストリア   | IFPI   | 3×Platinum  | 150,000+   |
| ベルギー       | IFPI   | Platinum    | 50,000+    |
| ブラジル       | ABPD   | Platinum    | 250,000+   |
| カナダ         | CRIA   | Diamond     | 1,000,000+ |
| ヨーロッパ     | IFPI   | 3× Platinum | 3,000,000+ |
| フィンランド   | IFPI   | Gold        | 21,930+    |
| フランス       | SNEP   | Gold        | 100,000+   |
| ドイツ         | BVMI   | Platinum    | 500,000+   |
| 香港           | IFPI   | Platinum    | 20,000+    |
| メキシコ       | AMPF   | Gold        | 100,000+   |
| ポーランド     | IFPI   | Platinum    | 100,000+   |
| スウェーデン   | IFPI   | Platinum    | 100,000+   |
| スイス         | IFPI   | 3× Platinum | 150,000+   |
| イギリス       | BPI    | Gold        | 100,000+   |

## その他
「ボーイズ・ウィル・ビー・ボーイズ」は、1996年のシャキール・オニール主演映画『ナッティ・プロフェッサー_クランプ教授の場合』や『ミラクル・アドベンチャー/カザーン』で、サウンドトラックとして使用された。また、「アイ・ウォナ・ビー・ウィズ・ユー」は、映画『キャスパー:誕生編』で使用された。